# Ioan Burduh
Ioan Burduh a fost un politician moldovean, ales în Sfatul Țării. 

## Sfatul Țării
Ioan Burduh, de naționalitate moldovean, a fost ales în Sfatul Țării la al treilea Congres al delegaților țărani. Mandatul său a fost validat în ședința din 26 ianuarie 1918.